# Edmund Meisel
Pour les articles homonymes, voir Meisel.
Edmund Meisel, né le 14 août 1894 à Vienne en Autriche et mort le 14 novembre 1930 à Berlin, est un compositeur autrichien.

## Biographie
Adolescent, Edmund Meisel suit des études musicales à Berlin, travaille le violon et la composition. Il compose de la musique de scène pour le théâtre prolétaire de Erwin Piscator à Berlin. Passionné par le cinéma, en 1925, il compose la musique d'un classique de l'histoire du cinéma : Le cuirassé Potemkine de Sergueï Eisenstein, collaboration artistique qui n'ira pas jusqu'à son terme, puis, en 1926, la musique des films allemands La montagne sacrée réalisé par Arnold Fanck et Überflüssige menschen (Les hommes superficiels) réalisé par Alexander Rasumni.
Sa rencontre avec le réalisateur allemand Walther Ruttmann  marque un tournant dans sa carrière de créateur. Meisel compose en 1927 la musique du film Berlin la symphonie de la grande ville (Berlin, die Sinfonie der großstadt) qui connaîtra un succès international par son style novateur et ses qualités artistiques. Il compose la musique d'Octobre de Sergueï Eisenstein puis l'année suivante il quitte l'Allemagne pour l'Angleterre où il s'investit dans des projets de musique expérimentale autour du cinéma parlant. En 1929 il crée sa dernière musique pour le film muet russe L'express bleu réalisé par Ilya Trauberg. 
Edmund Meisel meurt le 14 novembre 1930 à l'âge de trente-six ans.

## Source
- Arte tv, Edmund Meisel, Berlin, symphonie d'une grande ville